# Martin Kamen
Martin David Kamen (n. 27 august 1913, Toronto, Canada – d. 31 august 2002, Montecito (Santa Barbara), California) a fost un fizician care a lucrat la proiectul Manhattan. Împreună cu Sam Ruben, a descoperit izotopului carbon-14, la 27 februarie 1940, la Laboratorul de Radiații al Universității Berkeley, California.

## Biografie
Kamen s-a născut la Toronto, într-o familie de imigranți ruși. A crescut în Chicago și a terminat facultatea de chimie din Universitatea Chicago în 1933; doctoratul în chimie fizică l-a obținut de la aceeași universitate în 1936. După aceea, a reușit să obțină un post de cercetător în chimie și fizică nucleară sub conducerea lui Ernest Lawrence la laboratorul de radiații de la Berkeley, unde a lucrat fără salariu timp de șase luni până când a fost angajat să supravegheze pregătirea și distribuirea produselor ciclotronului. Descoperirea izotopului carbon-14 a avut loc la Berkeley când Kamen și Ruben au bombardat grafitul din ciclotron în speranța de a produce un izotop radioactiv de carbon care ar putea fi folosit ca indicator pentru investigarea reacțiilor chimice în fotosinteză. Din experimentul lor, s-a produs carbon-14.
În 1943 Kamen a fost trimis să lucreze la Proiectul Manhattan la Oak Ridge, Tennessee, unde a lucrat pentru scurt timp, înainte de a reveni la Berkeley. În 1945, a fost concediat de la Berkeley după ce a fost acuzat că ar fi transmis secrete ale armelor nucleare în URSS, și o vreme nu a putut obține niciun post academic. În cele din urmă a fost angajat de Arthur Holly Compton să deruleze programul ciclotronului de la facultatea de medicină din Universitatea Washington de la St. Louis. Kamen i-a învățat pe profesorii de acolo cum să utilizeze materiale radioactive indicatoare în cercetare, iar interesul lui s-a mutat către biochimie.
În 1957 a trecut la Universitatea Brandeis din Massachusetts, iar în 1961 s-a angajat la Universitatea California, San Diego, unde a rămas până la pensionare, în 1978.
Martin Kamen a murit la 31 august 2002 la 89 de ani în Montecito (Santa Barbara), California.

## Contribuții științifice
Bombardând materia cu particule în ciclotron, s-au generat izotopi radioactivi cum ar fi carbon-14. Folosind carbon-14, se poate elucida ordinea evenimentelor în reacțiile biochimice, arătând precursorii unui produs biochimic particular, relevând rețeaua de reacții ce constituie viața. Kamen este cel care a confirmat că tot oxigenul eliberat în fotosinteză provine din apă și nu din dioxid de carbon. A studiat și rolul molibdenului în fixarea biologică a azotului, rolul fierului în activitatea compușilor porfirinelor în plante și animale, precum și schimbul de calciu în tumorile canceroase.
1. 1 2  Martin Kamen, SNAC, accesat în 9 octombrie 2017
2. 1 2  Martin D. Kamen, Muzeul Solomon R. Guggenheim, accesat în 9 octombrie 2017
3. 1 2  Martin David Kamen, Autoritatea BnF
4. ↑  „Martin Kamen”, Gemeinsame Normdatei, accesat în 19 decembrie 2014
5. ↑   https://www.latimes.com/archives/la-xpm-2002-sep-06-me-kamenobit6-story.html Lipsește sau este vid: |title= (ajutor)
6. ↑  IdRef, accesat în 2 mai 2020
7. 1 2 3 4 5   https://physicstoday.scitation.org/doi/10.1063/1.1583542 Lipsește sau este vid: |title= (ajutor)
8. ↑  Guggenheim Fellows database
9. ↑   https://www.acs.org/funding/awards/glenn-seaborg-award-for-nuclear-chemistry/past-recipients.html Lipsește sau este vid: |title= (ajutor)
10. ↑   https://aspb.org/awards-funding/aspb-awards/charles-f-kettering-award/#tab-id-3 Lipsește sau este vid: |title= (ajutor)
11. ↑   https://www.legifrance.gouv.fr/jorf/jo/id/JORFCONT000000019670 Lipsește sau este vid: |title= (ajutor)
12. ↑   https://www.consejoculturalmundial.org/winners/winners-of-the-world-award-of-science/dr-martin-kamen/ Lipsește sau este vid: |title= (ajutor)
13. ↑   https://thejohnscottaward.github.io/jsc/1951-2010.html Lipsește sau este vid: |title= (ajutor)
14. ↑   https://science.osti.gov/fermi/Award-Laureates/1990s/kamen Lipsește sau este vid: |title= (ajutor)